# 秘鲁历史
秘鲁的历史跨越四个千年，歷經不同階段的文化發展。秘魯是小北史前文明的發源地，該文明是全美洲最古老的文明和六大文明搖籃的其中一個。秘魯也是印加帝国的發源地，它是前哥伦布時期美洲史上版圖最大且最先進的國家。西班牙從16世紀開始殖民秘魯，建立一個總督轄區來統治當地，以及南美洲大多數西屬領地。國家最終於1821年脫離西班牙獨立，但直到三年後的阿亞庫喬戰役才鞏固下來。

## 前哥伦布文明
秘鲁在大约公元前11,000年开始有人类的足迹。有些最古老的文明大約於公元前6000年誕生，發源於沿海地區奇爾卡和帕拉卡斯以及高地地區瓦伊拉斯谷。在之後的三千年，居民從遊牧生活轉變為耕種土地，證據出於吉斯卡盧摩科、科托什和瓦卡普列塔遺址。玉米和棉花（海島棉）的耕作開始了，同時還開始了動物的馴化，例如大羊駝、羊駝和天竺鼠的野生祖先。這可見於前6000年卡亞利區Mollepunko洞穴中的駱駝科浮雕畫。居民從事棉花及羊駝毛的紡織和編織、編籃細工和製陶業。
隨著這些居民定居下來，農業允許他們建立聚居地。因此，新的社會出現於沿海地區和安第斯山脈地區。美洲已知的第一座城市是卡拉爾，位於利馬以北200公里的蘇佩平原，興建於大約公元前2500年。
興建這座城市的是小北文明，他們打造了約30座金字塔。這些金字塔建造於梯田之上，擁有平坦的頂部，其中一些的高度可達20米。卡拉爾被視為文明搖籃之一。
到了21世紀初，考古學家發現了更多的古代前陶瓷時期文化，這把舊時所認定的先進文明存在時間推得更前。2005年，迪勒亥及其考古團隊宣稱在秘魯北部沙那山谷（Zaña Valley）發現了五千四百年前或更早的溝渠，四條溝渠之中更有一條有六千七百年歷史。2006年，班佛（Robert Benfer）與他的團隊在距離利馬幾公里以北的博納維斯塔（Buena Vista）發現了四千二百年前的天文觀測臺。他們相信觀測臺與當地社會對農業和節氣的依賴有關。當地亦發現了南美洲最早的立體雕塑。2007年，沃尔特·阿尔瓦（Walter Alva）與他的團隊在秘魯西北蘭巴耶克大區的范塔倫遺跡（Ventarron）發現一座四千年前的廟宇（即建於約公元前2000年）。廟宇內的禮儀用品來自秘魯叢林以及厄瓜多爾沿岸的社區。
很多文化群形成並被當中較強勢的文明吸收，例如科托什文化、查文文化、帕拉卡斯文明、利馬文化、納斯卡文明、莫切文化、蒂亞瓦納科、瓦里文明、蘭巴耶克文化、奇穆文明和欽查文化等等。帕拉卡斯文明於約前300年在南岸出現。他們的特色之一是利用小羊駝毛線製作紡織品，而不是只有棉花，這項技術直到幾世紀後才傳入秘魯北岸。莫切和納斯卡等海岸文明從公元前100年興盛到公元700年：莫切文化生產出厲害的金屬製品，以及古代一些最好的陶器，而納斯卡文明就聞名於他們的紡織品和神秘的納斯卡線。
由於反復發生的厄爾尼諾洪災和旱災，這些沿海文明最終開始衰退。取而代之的是據於內陸安第斯山脈上的蒂亞瓦納科和瓦里文明，兩者的範圍覆蓋今天秘魯和玻利維亞。繼承它們的是錢凱、西潘和卡哈馬卡等城邦，以及奇穆和查查波亞兩個帝國。這些文化發展了相對先進的耕作、金銀工藝、製陶、冶金和編織技術。大約在公元前700年，他們似乎已發展出社會組織體系，是印加文明的先驅。
無論是位於秘魯和玻利維亞之間的的喀喀湖的蒂亞瓦納科文明，還是位於今天阿亞庫喬附近的瓦里文明，他們都在公元500年和1000年之間發展出龐大的城市聚落和大範圍的國家體系。
印第安社会建基于农业，使用灌溉和梯田等种植法；美洲駝饲养和渔业也十分重要。因为没有市场或金钱的概念，社群的维系依赖互惠和再分配等机制。
並非全部安第斯文化群都願意效忠於不斷擴張的印加帝國，因為他們很多都會公然反抗。查查波亞文化的人即屬一例，但是印加人最終都征服和納入他們到帝國內。

### 印加帝國（1438年–1532年）
在公元15世纪，印加人建立了印加帝国，并维持了一个世纪。该帝国是前哥伦布时期美洲的最大国家。它的版圖自北向南，從部分哥倫比亞、厄瓜多爾、秘魯大部，到智利北部；自西向東，從玻利維亞和亞馬遜雨林到太平洋海岸。
帝國起源於一個在庫斯科定居下來的遊牧部落。在帕查庫特克之前還有幾任“印加”（Inca，統治者的頭銜），但是就是他統治期間的征戰，把國家開拓成一個龐大帝國。他的後人繼續以暴力的戰爭或溫和的聯姻來兼併新領土，聯姻是在印加統治者與其他小王國的統治者之間。
皇城庫斯科被建造成一個類似美洲獅的模樣。它的頭，皇城的主體結構，形成了今天所稱的薩克塞瓦曼。帝國的政治和軍事中心也設於庫斯科。帝國以庫斯科為中心分成四個省分：欽察蘇尤、安蒂蘇尤、孔蒂蘇尤和科利亞蘇尤。
國家的官方語言是克丘亞語，一個由國家原本部落和鄰近部落使用的語言。被征服的人口獲允許保持著舊有的宗教和生活方式，但是需要承認印加文化的超然。太陽神因蒂是帝國最受崇拜和至關重要的神。祂在凡間的代理人就是印加王。
印加帝國國土被整理成社會階級分明的領地，當中最高統治者是印加。它的經濟由土地集體財產所支持。印加帝國如此龐大，也建立出一套傑出的交通系統來聯繫全國各地，稱為印加路網。海螺信使（Chasqui）在全國各地把資訊傳送到庫斯科。
其中一個保留得較完好的印加遺址就是有「印加失落之城」之稱的馬丘比丘（Machu Pikchu，意為「古老的山」）。馬丘比丘位於烏魯班巴山谷的山崖上，距離庫斯科西北70公里。海拔算法各有不同，有些是按照遺跡，有些是按照山勢；馬丘比丘遊客資訊聲稱海拔為2,350米。它曾被外界遺忘幾世紀（儘管本地人沒有），直到耶魯考古學家海勒姆·賓厄姆三世重新把它帶到國際視野中。經常被視為《印第安納瓊斯》靈感的賓厄姆，於1911年“科學地重新發現”馬丘比丘並以他的暢銷書《失落的印加城市》把遺址帶到國際視野中。秘魯正在嘗試把上千件被賓厄姆帶走和售予耶魯大學擁有人的文物拿回。

## 欧洲殖民秘鲁（1532年–1572年）
当1531年西班牙人来到秘鲁之时，此地为印加帝国高度发达的核心区域。以庫斯科為中心的印加帝國，控制了一片廣大的區域，從厄瓜多爾南部到智利北部。
法蘭西斯克·皮薩羅及其兄弟受到這個富庶和神秘的國度所吸引。1532年，他們來到當地，把當地稱作「Peru」（前期還有「Biru」、「Pirú」和「Berú」）。有歷史學家指出，「Peru」不是當地的克丘亞語，亦不是加勒比方言，而是印第安-西班牙語或者是混合語。
1524年與1526年之間，來自西班牙殖民者的歐洲天花病毒在印加帝國肆虐。天花導致了印加皇帝瓦伊納·卡帕克及其大多數親屬的死亡包括他的配偶，導致印加政治秩序大亂，引發阿塔瓦爾帕和瓦斯卡爾的皇位繼承內戰。有見及此，皮薩羅決定發動政變。1532年11月16日，正當勝出內戰的阿塔瓦尔帕和他的軍隊解除武裝後來到卡哈馬卡慶祝，西班牙人設局把阿塔瓦爾帕抓了。訓練有素的168名西班牙士兵殺了上千名沒有裝備的印加士兵。這在當地人中引起極大的震撼，並決定了未來的戰鬥走向。瓦斯卡爾的死，讓西班牙人有名目去判處阿塔瓦爾帕謀殺，並用絞刑處決了他。
有段時間，皮薩羅一直保存著印加人的權威，在阿塔瓦爾帕死後承認圖帕克·瓦爾帕為薩帕·印卡。但是，征服者的肆無忌憚讓這把戲太明顯了。隨著對屢次原住民起義的血腥鎮壓，西班牙得以鞏固其統治。到1534年3月23日，皮薩羅和西班牙人已經把印加城市庫斯科重新塑造成一個西班牙新殖民據點。
建立穩定的殖民政府一事，初時一直都受到原住民起義和征服者派系紛爭（皮薩羅與·德·阿爾馬格羅之爭）的拖延。這導致一場長久的內戰爆發，而皮薩羅取得了勝利。1541年，迭戈·德·阿爾馬格羅二世的黨羽暗殺了皮薩羅，原本殖民政府的穩定就被隨後的內戰動搖了。
儘管如此，西班牙並沒有忽視殖民進程。最重要的里程碑是1535年利馬城的建立，行政機關就設於該城。新的統治者西班牙人沿用了委託監護制，讓他們可以提取當地居民的貢品，並將其中的一部分送往塞维利亚，以換取原住民改信基督教。土地的權利歸西班牙國王所有。作為秘魯總督，皮薩羅使用委託監護制向他的士兵同伴授予對秘魯原住民群體幾乎無限的權力，從而形成了殖民地的土地保有權結構。現在秘魯原住民被預期要為其地主飼養舊大陸的牛、家禽和農作物。一旦抵抗，就會受到嚴厲懲罰，這產生了“黑色傳說”。
要鞏固西班牙在這些領土的王室權威，皇家審問院創立了。次年，1542年，秘魯總督轄區（Virreinato del Perú）成立了，統治了西班牙的南美大部分地區（哥倫比亞、厄瓜多爾、巴拿馬和委內瑞拉在1717年被劃出成為新格拉納達總督轄區（Virreinato de Nueva Granada）；阿根廷、玻利維亞、巴拉圭和烏拉圭在1776年被劃出成為总督辖区）。
皮薩羅死後，當地有不少內部問題，而西班牙最終在1544年選了布拉斯科·努涅斯·維拉去擔任總督轄區的首任總督。他後來被皮薩羅弟貢薩洛·皮薩羅所殺，但新的總督佩德羅·德·拉·加斯卡最後也成功重整秩序。他捉拿並處決了貢薩洛·皮薩羅。
印加時期最後一次人口普查記錄了秘魯有1200萬人；之後在短短45年，秘魯的印加人口一下子銳減到110萬。有歷史學家估計，從16世紀20年代的900萬人口數字銳減為1620年的60萬的主因是疫症。儘管不是有組織的種族滅絕，但結果不盡相同。學者現時相信，人口大幅度減少的主要原因是因為歐洲人帶來的瘟疫疾病，例如天花，在美洲原住民之中是沒有抗體的。印加城市被改了西班牙語名稱，並被重建成西班牙式城市，中心為一座廣場，並有一座面向官員住宅的教堂。有少數印加城市例如庫斯科還保留著印加時代的石工作為牆基。其他印加城市就因為高海拔不適合西班牙人而荒廢。

## 秘鲁总督辖区(1542年–1824年)
1542年，西班牙王国宣布成立秘鲁总督区，包含了西班牙在南美洲的大部分殖民地。总督福朗西斯科·托萊多于1572年來到並重组當地。他平定了在比爾卡班巴的原住民殘餘勢力新印加國，並處決了其領袖圖帕克·阿馬魯一世。他還通過商業壟斷和礦產開採（主要是從波托西的銀礦開採）尋求經濟發展。他重新採用了印加的勞役制度（mita），動員原住民去開採礦產。這些組織讓秘魯成為南美洲的西班牙經濟和實力主要來源。秘鲁的矿藏为西班牙王国带来收入，也引发了一个伸延远至欧洲和菲律宾的贸易网络。
1535年1月18日被皮薩羅建立的“眾王之城（Ciudad de Reyes）”利馬獲選為總督轄區的首府，並發展成一座統治著西班牙南美洲屬地的大城市。貴金屬經過利馬去到巴拿馬地峽，並從當地運送到西班牙塞维利亚。到了18世纪，利馬已經成為獨樹一格及有貴族氣派的殖民首都、大學所在地以及西班牙在美洲大陸的主要據點。
然而，在整個18世紀，在那些遠離利馬的省份，西班牙一直未能完全地控制。沒有原住民精英的協助，西班牙根本無法管理那些地區。這些本地精英以庫拉卡（Curaca，印加帝國官員）的頭銜統治當地，並以他們的印加歷史為傲。此外，在整個18世紀，原住民一直起義反抗西班牙。兩次比較主要的起義，分別是1742年安第斯叢林省份塔爾馬和豪哈的胡安·桑托斯·阿塔瓦爾帕的那場和 1780 年圍繞庫斯科的高地的圖帕克·阿馬魯二世的叛亂。
當時，一場經濟危機正在醞釀。秘鲁总督辖区遭到分割，劃出了新格拉納達和拉普拉塔，免稅政策將商業中心從利馬轉移到加拉加斯和布宜諾斯艾利斯，礦產正在減少，紡織業也正在萎縮。這場危機被證明對圖帕克·阿馬魯二世的原住民叛亂是有利的，並且注定了秘魯總督轄區的逐步衰退。
1808年拿破仑入侵伊比利亚半岛，将国王费尔南多七世软禁。随后在1812年，西班牙立法院推出了《西班牙1812年宪法》。这一連串事件在美洲全部西屬地區為西班牙裔克里奥罗人帶來了思想解放。在秘鲁，1812年爆发了瓦努科起义。1814年和1816年又爆发了库斯科起义。尽管这样，在秘鲁的克里奥罗寡头仍然保持着对西班牙王室的忠诚。这个说明了一个事实，秘鲁总督辖区成为西班牙对于美洲大陆统治的最后堡垒。

## 独立战争

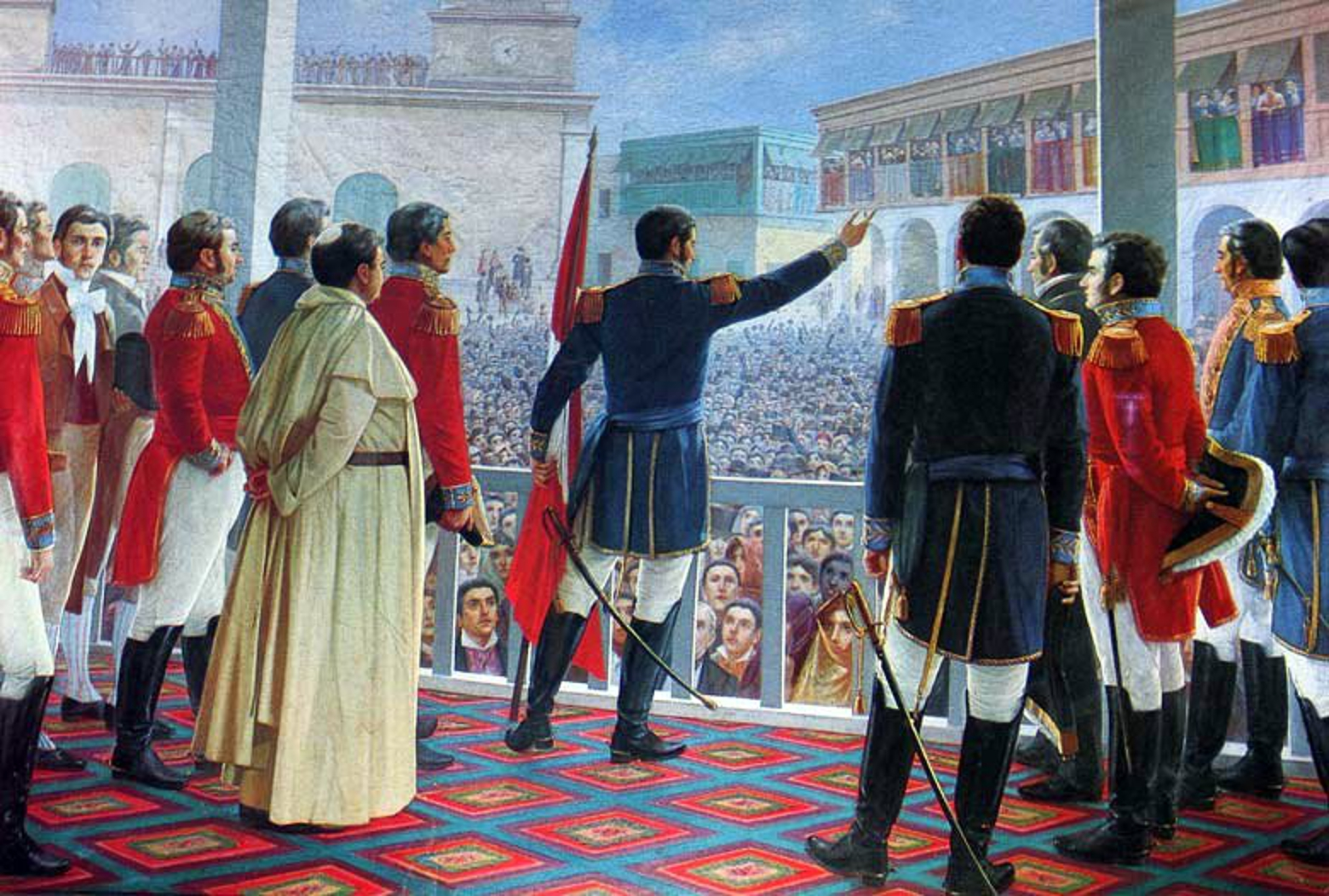
1821年7月28日，何塞·德·聖馬丁宣布独立

秘鲁的独立运动始于西班牙裔美洲人的土地主和其军队，領頭人為阿根廷人荷西·德·聖馬丁及委內瑞拉人·。聖馬丁在查卡布科戰役剷除了智利的保皇派，並帶著4200人的兵力，於1819年登陸帕拉卡斯半島。這場遠征的包括軍艦在內的隊伍是由智利組織和資助的，並於1820年8月從瓦爾帕萊索出發。圣马丁于1821年7月28日在利马宣布智利独立。在局部地把秘魯從西班牙解放後，聖馬丁於1821年8月獲得“秘魯自由的守護者”稱號。:295
1822年7月26日和27日，玻利瓦爾與聖馬丁在瓜亞基爾舉行了會面，決定秘魯的政治前景。聖馬丁希望是君主立憲制，玻利瓦爾希望是共和制。儘管有矛盾，兩者都有一個共識：脫離西班牙獨立。會面後，聖馬丁將軍於1822年9月22日放棄了秘魯，把獨立運動的所有領導權交給西蒙·玻利瓦爾。

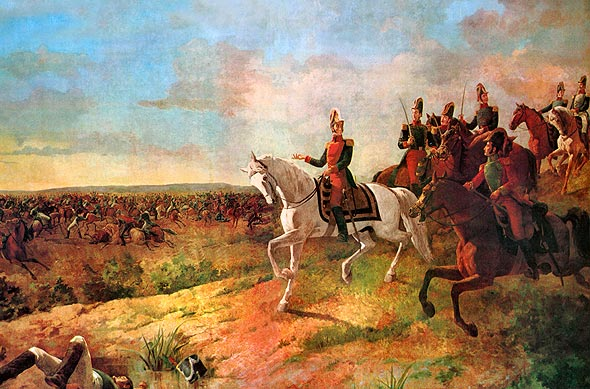
1824年8月6日，胡寧戰役

秘魯國會於1824年2月10日任命玻利瓦爾為秘魯獨裁官，這使他得以徹底重組政治和軍事行政部門。在將軍安東尼奧·何塞·蘇克雷的協助下，玻利瓦爾於1824年8月6日的胡寧戰役決定性地打敗西班牙騎兵。蘇克雷於12月9日再在阿亞庫喬戰役擊敗數量仍然佔優勢的西班牙軍隊殘餘。直到最後的保皇派據點皇家費利佩城堡於1826年投降後，戰爭才能結束。
這場勝利讓秘魯獲得事實獨立，但是國內仍有原住民和麥士蒂索人的保皇派，而他們於1825年至1828年間在萬塔省進行暴力起義，史稱“萬塔起義”（Huanta Rebellion）。
西班牙屢次試圖重新奪回其先前的殖民地，例如卡亞俄戰役（1866年），但也是徒勞無功。直到1879年才最終承認秘魯獨立。

## 秘鲁共和国

### 领土争议（1824年–1884年）
獨立後，秘魯及其鄰國間斷地爆發領土爭端。玻利維亞總統安德烈斯·德·桑塔·克魯斯在1836年至1839年間曾試圖聯合秘魯和玻利維亞，成立了秘魯-玻利維亞邦聯。強烈的內部反對意見導致其在祕魯-智利同盟戰爭中瓦解，而最終引致秘魯在總統阿古斯丁·加馬拉統治下企圖吞併玻利維亞，但最終失敗，這場戰爭變成了持久戰。
秘魯著手進行鐵路建設計劃。美國企業家亨利·邁格斯（Henry Meiggs）修建了一條從卡亞俄跨越安第斯山脈到內陸萬卡約的標準測量線；他建立了線段並控制了國家政治一段時間。最後，他使自己和整個國家破產。總統托馬斯·古鐵雷斯於1871年與邁格斯簽訂合同，修建了通往大西洋的鐵路。財政問題迫使政府在1874年接管了工程。勞工條件複雜，北美、歐洲、黑人和華人之間由於技能和組織水平的不同而產生了衝突。條件對華人來說非常殘酷，這導致了罷工和暴力鎮壓。

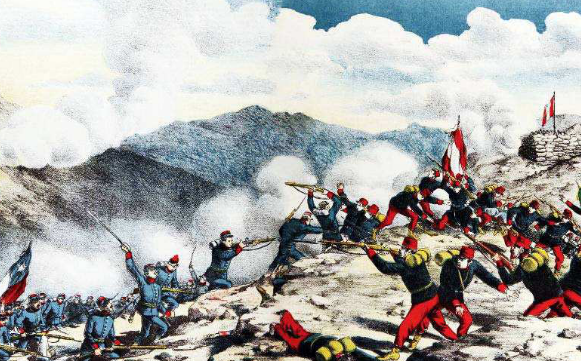
1882年–1883年 塞拉戰役

1879年，秘魯加入了持續到1883年的硝石戰爭。玻利維亞再次与秘魯結盟對抗智利。秘魯政府試圖派遣外交小組與智利政府進行談判，以調解爭端，但委員會得出結論認為，戰爭已經不可避免。1879年3月14日，玻利維亞宣戰，智利於是於1879年4月5日對秘魯和玻利維亞宣戰，第二天秘魯亦宣戰。近五年的戰爭以丟失塔拉帕卡和阿塔卡馬的塔克納與阿里卡兩省作結。
原先，智利允許塔克納和阿里卡於幾年後公投決定從屬。不過，智利不接受條約，兩國都無法確定法定框架。考慮到雙方的取態，美國認定公決已經無法進行。在各方直接談判後，最終於1929年簽訂條約（《1929年利馬條約》），阿里卡併入智利，秘魯保留塔克納。塔克納於1929年8月29日回歸秘魯。領土喪失與智利在秘魯城市的嚴重洗劫使兩國關係留有至今未解的傷疤。
1941年厄瓜多爾-秘魯戰爭後，《里約協議》嘗試正式定立兩國邊界。持續的邊界爭議引發了1981年初短暫的戰爭和1995年初的塞內帕河戰爭。到了1998年，兩國政府簽署了歷史性的和平條約，明確劃定了兩國之間的邊界。1999年底，秘魯和智利政府實施了1929年邊境條約中的最後一條未決條款。

### 贵族共和国（1884年–1930年）

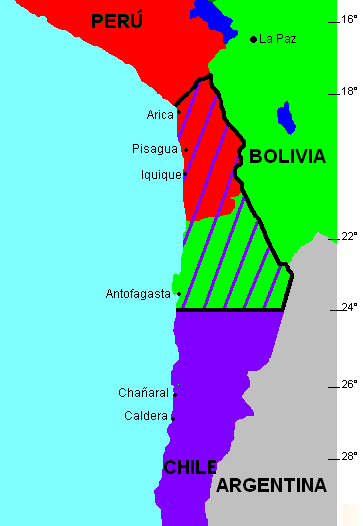
硝石戰爭後智利獲得的領土

硝石戰爭之後，龐大的重建開始了。政府開始著手進行一系列的社會和經濟改革，以從戰爭的破壞中恢復過來。政治穩定直到1900年代初才實現。
1894年，尼古拉斯·德·皮埃羅拉發動利馬游擊戰驅逐了總統安德烈斯·阿維利諾·卡塞雷斯並於1895年成為總統。在一段短暫的軍政府時期後，隨著皮埃羅拉1895年大選，公民統治永久地確立了。他的第二個任期於1899年成功完成，受災的秘魯在他發起的財政、軍事、宗教和民政改革重建起來。直到1920年代，這段時期稱為「貴族共和國」，因為多數總統是社會精英。
在奧古斯托·萊吉亞任內（1908年–1912年和1919年–1930年），美國資金的進入變得普遍，資產階級受到青睞。這項政策以及對外國投資的日益依賴，使秘魯社會中最進步的階層反對地主寡頭。
1929年，秘魯與智利簽署了一項最終和平條約，稱為《利馬條約》，塔克納由此回歸秘魯，秘魯永久放棄了以前富有的阿里卡和塔拉帕卡省，但保留了阿里卡港口的權利和限制智利在這些領土上的行動。
1924年，秘魯的全體改革派領導人從墨西哥被迫流亡到秘魯，成立了美洲人民革命聯盟（ARPA，後稱阿普拉黨），這對該國的政治生活產生了重大影響。阿普拉黨在很大程度上是1918年-1920年間全體改革和工人奮鬥的政治表達。該運動的影響力來自墨西哥革命及其1917年憲法，特別是在農業主義和原住民主義問題上，受俄国十月革命影響較小。雖說它接近馬克思主義（其領袖阿亞·德·拉·托雷聲稱「阿普拉黨是馬克思主義對美洲現實的解讀」），然而它在階級鬥爭問題以及對爭取拉丁美洲政治統一鬥爭的重視上卻偏離了它。
1928年秘鲁社會黨成立，領袖何塞·卡洛斯·馬里亞特吉本身是阿普拉黨前成員。1929年，該黨創立了秘鲁總工會。

### 民主与军政府的交替（1930年–1979年）
在1929年大萧条之后，出现了多个短暂的政府。阿普拉黨乘機通过政治手段进行一些系统性的改革，但是未能成功。1924年維克多·勞爾·阿亞·德·拉·托雷帶動了民族主義、民粹主義和反帝國主義運動。四年後，秘鲁共產黨的前身秘鲁社會黨成立，由何塞·卡洛斯·馬里亞特吉領導。
1930年代初，政治打壓十分嚴重，成千上萬名阿普拉黨支持者被處決和囚禁。這段時期亦見證著突然的人口增長以及城市化的促進。根據歷史學家阿爾伯托·弗洛爾斯·加林多（Alberto Flores Galindo），到了1940年人口評估，最後一次擁有種族部分的人口評估，麥士蒂索人與白人合計，共佔秘魯人口高達53%，麥士蒂索人可能當時已經超越原住民成為全國最大族群。1944年2月12日，秘魯成為加入同盟國陣營的南美洲國家之一，緊隨著巴西（1942年8月22日）、玻利維亞（1943年4月7日）和哥倫比亞（1943年7月26日）。
1945年9月2日第二次世界大戰同盟國勝利後，維克多·勞爾·阿亞·德·拉·托雷（阿普拉黨創始人）和何塞·卡洛斯·馬里亞特吉（秘鲁共產黨黨魁）成為了秘鲁政治兩大勢力。儘管意識形態相對，兩者都能夠創造出首批解決社會和經濟問題的政黨。儘管馬里亞特吉英年早逝，但是阿亞·德·拉·托雷兩次當選了總統，阻止了軍方奪取政權。二戰期間，秘魯捕捉了約2000名日本移民，並將其運往美國，作為對日裔美國人的囚禁方案的一部分。
總統布斯塔曼特·里韋羅希望藉著限制軍方和寡頭的力量來建立一個更加民主的政府。不過，這位與阿普拉黨合作而當選的總統，不久就與阿亞·德·拉·托雷不和。缺乏了阿普拉黨的支持，布斯塔曼特·里韋羅的施政極其艱難。他解散了阿普拉黨主導的內閣並且換成一個由軍方成員主導的內閣。1948年，大臣曼努埃爾·奧德里亞與其他右翼內閣成員向布斯塔曼特·里韋羅請求禁止阿普拉黨遭到拒絕，此後奧德里亞被解職。
10月29日，曼努埃爾·奧德里亞政變上台，成為新總統。他重重打壓阿普拉黨，不時偏袒寡頭和其他右翼人士，不過他所走的民粹路線贏得了低下階層的支持。蓬勃發展的經濟使他愛於推行昂貴但令人愉悅的社會政策。但同時公民權利受到嚴重限制，任內亦充斥著貪污。
有人擔心他的獨裁統治會無限期地進行，所以當奧德里亞允許舉行新的選舉時，這令人驚訝。當時，費爾南多·貝朗德·特里開始他的政治生涯，並領導民主青年國家陣線提交提名。國家選舉委員會拒絕接受他的候選人資格後，他領導了一場大規模抗議活動，第二天，新聞雜誌《Caretas》刊登了貝朗德舉著國旗的震撼圖片，其文章標題是「Así Nacen Los Lideres」（「領導就是這樣煉成的」）。貝朗德的1956年選舉最終輸給了親獨裁右翼參選人曼努埃爾·普拉多·烏加特切。
貝朗德於1962年再度參選，這次代表著他所屬的政黨人民行動（Acción Popular）。結果十分緊湊，他得票第二，以不足14000票之差輸給了阿普拉黨參選人維克多·勞爾·哈亞·德拉托雷。由於兩位候選人也不足憲法要求的三分一票數，總統選擇交由國會決定。軍方與阿普拉黨的長期敵對逼使阿亞·德·拉·托雷與得票第三的前獨裁者奧德里亞定出協議，組成聯合政府，讓奧德里亞再度成為總統。
但是，關於欺詐的廣泛指控促使秘魯軍方撤職普拉多並成立了由里卡多·佩雷斯·戈多伊領導的軍政府。戈多伊管理著一個短暫的過渡政府並於1963年舉行了新選舉，貝朗德以較為緩和但仍微弱的5％優勢獲勝。
在1960年代的整個拉丁美洲，受到古巴革命啟發的共產主義運動試圖通過游擊戰贏得權力。革命左翼運動（MIR）於1965年發動了一次失敗的武裝起事，但是秘魯的內部衝突仍會升級直到1990年代的高潮。
軍方在秘魯歷史上一直舉足輕重。政變屢次打斷了民憲政府。最近一次軍政府時期開始於1968年，胡安·贝拉斯科·阿尔瓦拉多将军带领武装部队对人民行動黨总统费尔南多·贝朗德·特里发动政变。贝拉斯科夺权后进行激进的改革以促进发展，但无法获得广泛支持。作為「第一階段」的國有化政策，贝拉斯科進行了廣泛的土地改革計劃，並將魚類食品業、一些石油公司以及數家銀行和採礦公司國有化。
1975年，总理兼陆军部长弗朗西斯科·莫拉莱斯·贝穆德斯以贝拉斯科的經濟管理不善和健康狀況惡化為由奪權。他把國有化政策轉變為更保守的「第二階段」，停止了第一階段的激進措施，並開始恢復國家經濟。1979年，一個由維克多·勞爾·阿亞·德·拉·托雷主導的制憲大會建立了。隨著1979年憲法出台，民主制度重新建立。

### 民主制度（1979年至今）
1980年代，秘鲁面临巨额外债、高速通货膨胀、猖獗的毒品走私活动以及大范围政治暴力。在阿尔韦托·藤森的统治下，国家开始复苏；但独裁、贪污和侵犯人权等指控迫使藤森在2000年备受争议的总统选举后辞职。藤森时代结束后，秘鲁尝试在打击贪污的同时保持经济增长，之後由阿兰·加西亚·佩雷斯成為下任总统。2016年，佩德羅·巴勃羅·庫琴斯基擊敗對手藤森惠子，成為第65總統。

## 延伸阅读
- 从拉普拉塔河经陆地到秘鲁的游记: 以及对当地居民、印第安人与西班牙人、以及城市、商业、生产力、与此部分美洲财富的考察 （页面存档备份，存于）
- Dobyns, Henry F. and Paul L. Doughty, Peru: A cultural history. New York : Oxford University Press, 1976.
- Higgins, James. A history of Peruvian literature (Francis Cairns, 1987)
- Werlich, David P. Peru: a short history (Southern Illinois Univ Pr, 1978)

### 征服
- Cieza de León, Pedro de. The Discovery and Conquest of Peru: Chronicles of the New World Encounter. Ed. and trans., Alexandra Parma Cook and David Noble Cook. Durham: Duke University Press 1998.
- Hemming, John. The Conquest of the Incas. New York: Harcourt Brace Janovich, 1970.
- Lockhart, James. The Men of Cajamarca; a social and biographical study of the first conquerors of Peru, Austin, Published for the Institute of Latin American Studies by the University of Texas Press [1972]
- Yupanqui, Titu Cusi. An Inca Account of the Conquest of Peru. Trans. Ralph Bauer. Boulder: University Press of Colorado 2005.

### 殖民時代
- Andrien, Kenneth J. Crisis and Decline: The Viceroyalty of Peru in the Seventeenth Century. Albuquerque: University of New Mexico Press 1985.
- Andrien, Kenneth J. Andean Worlds: Indigenous History, Culture, and Consciousness under Spanish Rule, 1532–1825. Albuquerque: University of New Mexico Press 2001.
- Bakewell, Peter J. Silver and Entrepreneurship in Seventeenth-Century Potosí: The Life and times of Antonio López de Quiroga. Albuquerque: University of New Mexico Press 1988.
- Baker, Geoffrey. Imposing Harmony: Music and Society in Colonial Cuzco. Durham: Duke University Press 2008.
- Bowser, Frederick P. The African Slave in Colonial Peru, 1524–1650. Stanford: Stanford University Press 1973.
- Bradley, Peter T. Society, Economy, and Defence in Seventeenth-Century Peru: The Administration of the Count of Alba de Liste (1655–61). Liverpool: Institute of Latin American Studies, University of Liverpool 1992.
- Bradley, Peter T. The Lure of Peru: Maritime Intrusion into the South Sea, 1598–1701. New York: St Martin's Press 1989.
- Burns, Kathryn. Colonial Habits: Convents and the Spiritual Economy of Cuzco, Peru (1999), on the crucial role that convents played in the Andean economy as lenders and landlords; nuns exercised economic & spiritual power.
- Cahill, David. From Rebellion to Independence in the Andes: Soundings from Southern Peru, 1750–1830. Amsterdam: Aksant 2002.
- Chambers, Sarah C. From Subjects to Citizens: Honor, Gender, and Politics in Arequipa, Peru, 1780–1854. University Park: Penn State Press 1999.
- Charnay, Paul. Indian Society in the Valley of Lima, Peru, 1532–1824. Blue Ridge Summit: University Press of America 2001.
- Dean, Carolyn. Inka Bodies and the Body of Christ: Corpus Christi in Colonial Cuzco, Peru. Durham: Duke University Press 1999.
- Fisher, John. Bourbon Peru, 1750–1824. Liverpool: Liverpool University Press 2003.
- Fisher, John R., Allan J. Kuethe, and Anthony McFarlane, eds. Reform and Insurrection in Bourbon New Granada and Peru. Baton Rouge: Louisiana State University Press 2003.
- Garrett, David T. Shadows of Empire: The Indian Nobility of Cusco, 1750–1825. New York: Cambridge University Press 2005.
- Griffiths, Nicholas. The Cross and the Serpent: Religious Repression and Resurgence in Colonial Peru. Norman: University of Oklahoma Press 1996.
- Hyland, Sabine. The Jesuit and the Incas: The Extraordinary Life of Padre Blas Valera, S.J. Ann Arbor: University of Michigan Press 2003.
- Jacobsen, Nils. Mirages of Transition: The Peruvian Altiplano, 1780–1930 (1996)
- Lamana, Gonzalo. Domination Without Dominance: Inca-Spanish Relations in Early Colonial Peru. Durham: Duke University Press 2008.
- Lockhart, James. Spanish Peru, 1532–1560: A Social History (1968), a detailed portrait of the social and economic lives of the first generation of Spanish settlers in Peru & the development of Spanish colonial society in the generation after conquest
- MacCormack, Sabine. Religion in the Andes: Vision and Imagination in Colonial Peru. Princeton: Princeton University Press 1991.
- Mangan, Jane E. Trading Roles: Gender, Ethnicity, and the Urban Economy in Colonial Potosí. Durham: Duke University Press 2005.
- Marks, Patricia. Deconstructing Legitimacy: Viceroys, Merchants, and the Military in Late Colonial Peru. University Park: Penn State Press 2007.
- Means, Philip Ainsworth. Fall of the Inca Empire and the Spanish Rule in Peru: 1530–1780 (1933)
- Miller, Robert Ryal, ed. Chronicle of Colonial Lima: The Diary of Joseph and Francisco Mugaburu, 1640–1697. Norman: University of Oklahoma Press 1975.
- Mills, Kenneth. Idolatry and Its Enemies: Colonial Andean Religion and Extirpation, 1640–1750. Princeton: Princeton University Press 1997.
- Osorio, Alejandra B. Inventing Lima: Baroque Modernity in Peru's South Sea Metropolis. New York: Palgrave 2008.
- Poma de Ayala, Felipe Guaman, The First New Chronicle and Good Government: On the History of the World and the Incas up to 1615. Ed. and trans. Roland Hamilton. Austin: University of Texas Press 2009.
- Porras Barrenechea, Raúl. . Lima: Lápix editores. 2016. ISBN 9786124722110.
- Premo, Bianca. Children of the Father King: Youth, Authority, and Legal Minority in Colonial Lima. Chapel Hill: University of North Carolina Press 2005.
- Ramírez, Susan Elizabeth. The World Turned Upside Down: Cross-Cultural Contact and Conflict in Sixteenth-Century Peru. Stanford: Stanford University Press 1996.
- Serulnikov, Sergio. Subverting Colonial Authority: Challenges to Spanish Rule in Eighteenth-Century Southern Andes. Durham: Duke University Press 2003.
- Spalding, Karen. Huarochirí: An Andean Society Under Inca and Spanish Rule. Stanford: Stanford University Press 1984.
- Stavig, Ward. The World of Tupac Amaru: Conflict, Community, and Identity in Colonial Peru (1999), an ethnohistory that examines the lives of Andean Indians, including diet, marriage customs, labor classifications, taxation, and the administration of justice, in the eighteenth century.
- Tandeter, Enrique. Coercion and Market: Silver Mining in Colonial Potosí, 1692–1826. Albuquerque: University of New Mexico Press 1993.
- TePaske, John J., ed. and trans. Discourse and Political Reflections on the Kingdom of Peru by Jorge Juan and Antonio Ulloa. Norman: University of Oklahoma Press 1978.
- Thomson, Sinclair. We Alone Will Rule: Native Andean Politics in the Age of Insurgency. Madison: University of Wisconsin Press 2003.
- Van Deusen, Nancy E. Between the Sacred and the Worldly: the Institutional and Cultural Practice of Recogimiento in Colonial Lima. Stanford: Stanford University Press 2001.
- Varón Gabai, Rafael. Francisco Pizarro and His Brothers: The Illusion of Power in Sixteenth-Century Peru. Trans. by Javier Flores Espinosa. Norman: University of Oklahoma Press 1997.
- Walker, Charles F. Shaky Colonialism: The 1746 Earthquake-Tsunami in Lima, Peru, and Its Long AftermathStay (2008)
- Wightman, Ann M. Indigenous Migration and Social Change: The Forasteros of Cuzco, 1570–1720. Durham: Duke University Press 1990.

### 獨立後
- Blanchard, Peter. Slavery and Abolition in Early Republican Peru. Wilmington: Scholarly Resources 1992.
- Bonilla, Heraclio. "The War of the Pacific and the national and colonial problem in Peru". Past & Present 81#.1 (1978): 92–118.
- Cueto, Marcos. The return of epidemics: health and society in Peru during the twentieth century (Ashgate, 2001)
- Hünefeldt, Christine. Paying the Price of Freedom: Family and Labor Among Lima's Slaves, 1800–1854. trans. by Alexandra Minna Stern. Berkeley and Los Angeles: University of California Press 1994.
- Kenney, Charles Dennison. Fujimori's coup and the breakdown of democracy in Latin America (Univ of Notre Dame Press, 2004)
- Larson, Brooke. Trials of Nation Making: Liberalism, Race, and Ethnicity in the Andes, 1810–1910. New York: Cambridge University Press 2004.
- Méndez G., Cecilia. The plebeian republic : the Huanta rebellion and the making of the Peruvian state, 1820–1850. Durham: Duke University Press, 2005.
- Miller, Rory. Region and Class in Modern Peruvian History (1987)
- Pike, Frederick B. The Modern History of Peru (1967)
- Starn, Orin. "Maoism in the Andes: The Communist Party of Peru-Shining Path and the refusal of history". Journal of Latin American Studies 27#2 (1995): 399–421.
- Walker, Charles F. Smoldering Ashes: Cuzco and the Creation of Republican Peru, 1780–1840. Durham: Duke University Press 1999.

### 經濟及勞工歷史
- De Secada, C. Alexander G. "Arms, guano, and shipping: the WR Grace interests in Peru, 1865–1885". Business History Review 59#4 (1985): 597–621.
- Drake, Paul. "International Crises and Popular Movements in Latin America: Chile and Peru from the Great Depression to the Cold War", in Latin America in the 1940s, David Rock, ed. Berkeley and Los Angeles: University of California Press 1994, 109–140.
- Gootenberg, Paul, Between silver and guano: commercial policy and the state in postindependence Peru. Princeton, N.J.: Princeton University Press, 1989.
- Gootenberg, Paul, Andean cocaine: the making of a global drug. Chapel Hill: University of North Carolina Press, 2008.
- Greenhill, Robert G., and Rory M. Miller. "The Peruvian Government and the nitrate trade, 1873–1879". Journal of Latin American Studies 5#1 (1973): 107–131.
- Keith, Robert G. Conquest and Agrarian Change: The Emergence of the Hacienda System on the Peruvian Coast (1979)
- Peloso, Vincent C. Peasants on Plantations: Subaltern Strategies of Labor and Resistance in the Pisco Valley, Peru (Duke University Press, 1999)
- Purser, Michael, and W. F. C. Purser. Metal-mining in Peru, past and present (1971)
- Quiroz, Alfonso W. Domestic and foreign finance in modern Peru, 1850–1950: financing visions of development (University of Pittsburgh Press, 1993)
- Stewart, Watt. Henry Meiggs: Yankee Pizarro (Duke University Press, 1946), on 1870s

### 主要來源
- Higgins, James (editor). The Emancipation of Peru: British Eyewitness Accounts (2014). （页面存档备份，存于）

### 編史
- Bonilla, Heraclio. "The New Profile of Peruvian History", Latin American Research Review Vol. 16, No. 3 (1981), pp. 210–224 in JSTOR （页面存档备份，存于）
- Fryer, Darcy R. "A Taste of Spanish America: Reading Suggestions for Teachers of Colonial North America", Common-Place 15#2 (2015)* Heilman, Jaymie Patricia. "From the Inca to the Bourbons: New writings on pre-colonial and colonial Peru", Journal of Colonialism and Colonial History Volume 12, Number 3, Winter 2011 doi:10.1353/cch.2011.0030
- Restall, Matthew. Seven Myths of the Spanish Conquest (Oxford University Press, 2003)
- Thurner, Mark. History's Peru: The Poetics of Colonial and Postcolonial Historiography (University Press of Florida; 2010) 302 pages; a study of Peruvian historiography from Inca Garcilaso de la Vega (1539–1616) to Jorge Basadre (1903–80). full text online （页面存档备份，存于）